# 永湖駅
永湖駅（えいこえき）は中華人民共和国深圳市龍崗区に位置する深圳地下鉄龍崗線の駅。

## 駅構造
- 島式ホーム1面2線を有する地上駅。ホームドア設置。

| 竜崗線ホーム (U3F) | ←■竜崗線 益田方面 |
| 竜崗線ホーム (U3F) | 島式ホーム        |
| 竜崗線ホーム (U3F) | ■竜崗線 双竜方面→ |

## 歴史
- 2010年12月28日 - 開業。

## 隣の駅
深圳地下鉄
■竜崗線
横崗駅 - 永湖駅 - 荷坳駅